# Abnoba
Abnoba est l'épithète gaulois de la déesse tutélaire de la Forêt-Noire dans la mythologie celtique. Il s'agit également de l'ethnonyme utilisé par Tacite et Pline pour évoquer la Forêt-Noire (Abnoba Mons ou Abnoba silva) dans laquelle le Danube prend sa source. Abnoba est une divinité topique celte de la faune à l'instar de Arduinna et Vosegus qui sont à l'origine de la dénomination des massifs forestiers des Ardennes et des Vosges. 

## Étymologie
L'étymologie d'Abnoba reste obscure et correspond, dans la littérature classique, à l'ethnonyme de la région montagneuse et boisée du Danube, soit la Forêt-Noire. Il désigne également le nom d'une déesse vénérée dans ses monts. Les deux racines indo-européennes proposées sont :
- *apo à l'origine de la particule ab en allemand qui signifie une disparition, une dissimulation ou une conclusion imminente (hinter, nahe hinzu, nach sont les équivalents en hochdeutsch)[réf. nécessaire]
- un dérivé de (g)noscere, (re)connaître, découvrir. Il désignerait une facette évidente ou notoriété (lumineuse, visuelle, spirituelle) et peut être rapproché de termes issus de cette racine : la gnose, les adjectifs noble ou notable[réf. nécessaire].

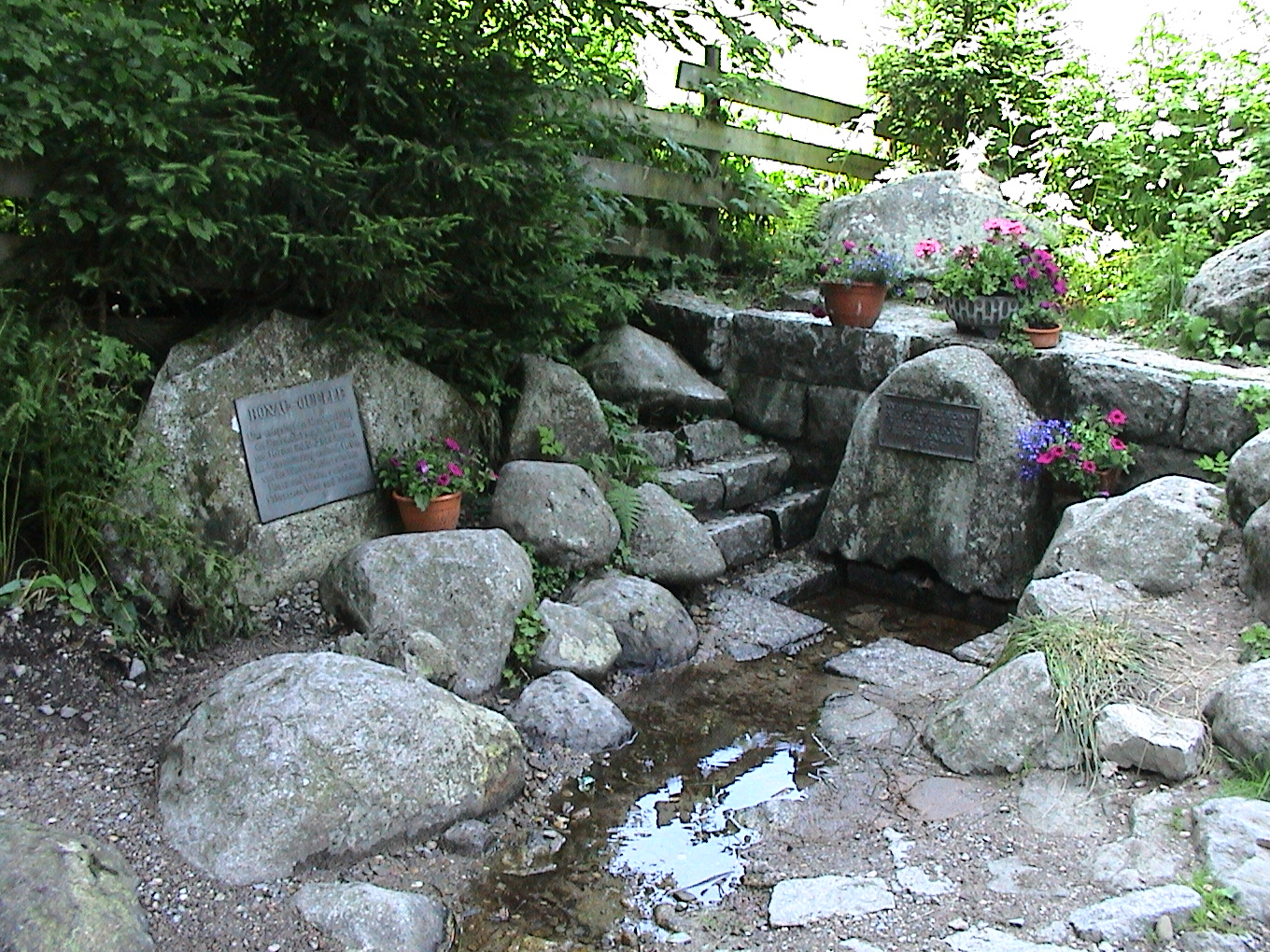
La source de la Breg, le plus long des deux ruisseaux qui forment le Danube.

C'est également une épithète de Diane, « Diane de la source », sur une stèle à Badenweiler (étymologiquement, « la ville des eaux, des sources »).

## Inscriptions dédiées à la divinité
À l’époque romaine, Abnoba est également le nom d’une divinité adorée en bordure de la Forêt-Noire. Des inscriptions dédiées à cette déesse ont été découvertes dans plusieurs localités. Deux inscriptions identifient Abnoba à Diane dans le cadre de l’interpretatio romana, assimilation des divinités locales aux dieux romains. La découverte de nouveaux fragments à Badenweiler en 1980 a permis une meilleure interprétation de cette dernière dédicace,,.
La seule représentation visuelle connue d’Abnoba est une statue accompagnée d'une inscription (DEAE ABNOBA) est une statuette en grès trouvée à Karlsruhe-Mühlburg, aujourd’hui conservée au Badisches Landesmuseum de Karlsruhe. Elle montre la déesse debout, vêtue d’un court chiton, accompagnée d’un chien qui vient de capturer un lièvre. Des fragments similaires ont été découverts entre 1970 et 1980 dans un temple romain près de Friesenheim, au sud d’Offenburg.